# Волопас (сузір'я)
Волопа́с (лат. Boötes від грец. Βοώτης, «орач на волах») — це одне з найпомітніших сузір'їв у північній півкулі, яке найкраще видно навесні та влітку. Його легко знайти завдяки головній зорі — Арктуру, одній із найяскравіших зір у нічному небі. Одне з найдавніших сузір'їв. Його ще у II столітті описав давньогрецький астроном Клавдій Птолемей, включивши його до списку 48 відомих на той час сузір'їв. У сучасній астрономії Волопас входить до списку 88 офіційно визнаних сузір'їв.
Загалом у сузір'ї Волопаса є 29 зір, які можна побачити неозброєним оком. Вісім із них досить яскраві, щоб добре виділятися на нічному небі. Волопас займає 13-те місце за розміром серед 88 сузір'їв і містить кілька цікавих галактик і зоряних скупчень, які можна побачити в телескоп.
Далеко за межами сузір'я Волопаса розташовується войд Волопаса — величезний простір діаметром 250 мільйонів світлових років, в якому майже немає галактик. Відкрита Робертом Кіршнером та його колегами в 1981 році, ця порожнеча знаходиться приблизно на відстані 700 мільйонів світлових років від Землі. За межами войда, в межах сузір'я, розташовані два надскупчення галактик на відстані близько 830 мільйонів і 1 мільярд світлових років. Також в сузір'ї знаходиться Велика Стіна Геркулеса — Північної Корони, найбільшої відомої структури у Всесвіті, яка займає значну частину сузір'я Волопаса.

## Історія та міфологія
У давнину зорі, що входять до сучасного сузір'я Волопаса, мали інші значення та назви в різних культурах. У стародавньому Вавилоні їх знали під назвою SHU.PA, і вони, символізували бога Енліля — головного божества вавилонського пантеону, який вважався покровителем фермерів і володарем вітру. У стародавньому Єгипті Волопас, асоціювався із сузір'ям, яке нагадувало передню ногу бика. Дослідник Беріо припустив, що його первісна назва могла бути «Передня нога бика».

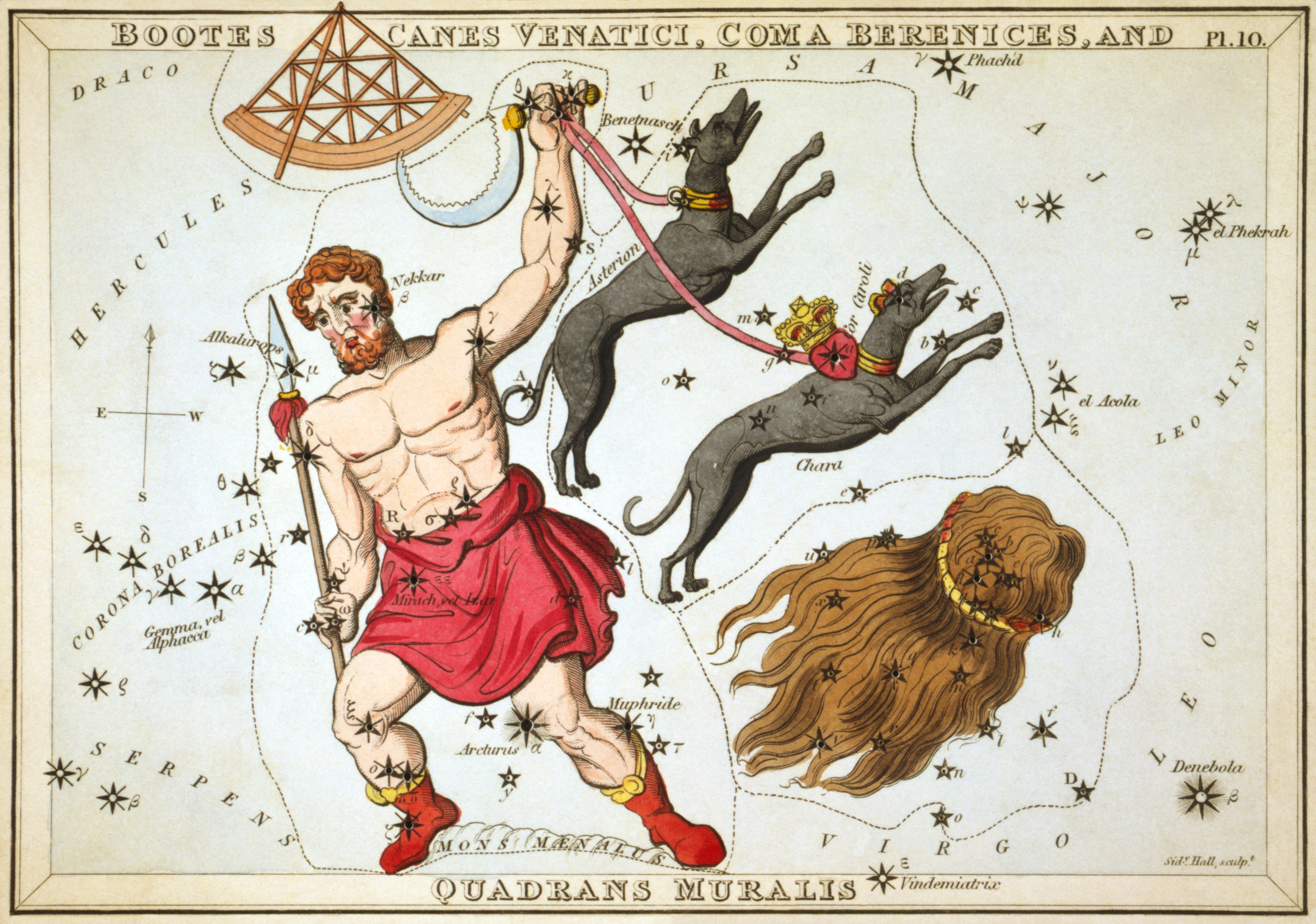
Сузір'я Волопас, Гончі Пси, Волосся Вероніки та Настінний Квадрант (заст.) із «Дзеркала Уранії», набору тематичних карток опублікованого у Лондоні, бл. 1825

Гомер згадує Волопаса в Одіссеї як небесний орієнтир для навігації, називаючи його «пізньосхідним» або «тим, що повільно заходить». Однак, кого саме символізує це сузір'я в грецькій міфології, достеменно невідомо. За одним із переказів, Волопас був сином богині родючості Деметри, його звали Філомен, і він був братом-близнюком Плутоса. Він був орачем, який поганяв биків, що, згідно з давніми уявленнями, складали сузір'я Великої Ведмедиці. Давні греки сприймали астеризм, який ми сьогодні називаємо «Великий Віз» або «Плугом», як віз, запряжений волами. Деякі міфи стверджують, що саме Волопас винайшов плуг, і за цей винахід його увічнили серед зір у вигляді сузір'я.
Один із міфів про походження сузір'я Волопаса розповів давньоримський письменник Гай Юлій Гігін. У ньому йдеться про Ікарія, якого бог виноробства Діоніс навчив вирощувати виноград і робити з нього вино. Одного разу Ікарій приготував настільки міцне вино, що люди, які його випили, швидко сп'яніли й виглядали так, ніби їх отруїли. Вівчарі, які побачили це, вирішили, що їхніх друзів отруєно, і, охоплені гнівом, убили Ікарія. Його вірний пес Мера знайшов тіло господаря та привів до нього його дочку Ерігону. Коли дівчина побачила загиблого батька, вона була настільки засмучена, що наклала на себе руки. Згодом від горя загинув і Маера. Зевс, зглянувшись над їхньою трагічною долею, вирішив ушанувати їх, перетворивши на зоряні сузір'я: Ікарій став сузір'ям Волопаса, Ерігона — сузір'ям Діви й Мера — сузір'ям Великого Пса, або Малого Пса.
Раніше кілька сузір'їв утворювались з зір, які зараз входять до складу Волопаса. Одним із таких сузір'їв було Стінний Квадрант, створене поруч із зорею Бета Волопаса з досить тьмяних зір. Це сузір'я було введене в 1795 році астрономом Жеромом Лаландом, який використовував квадрант для виконання детальних астрономічних вимірів. Лаланд працював разом з Ніколь-Рейн Лепот та іншими астрономами для передбачення повернення Комети Галлея в 1758 році. Стінний Квадрант включало зорі східного Волопаса, західного Геркулеса і Дракона. Спочатку сузір'я називалось Le Mural за назвою карти Жана Фортена 1795 року, і лише в 1801 році отримало свою сучасну назву завдяки Йогану Бодену у його праці «Uranographia». Це сузір'я було досить тьмяним, і його найбільш яскраві зорі мали величину до 5.

## Розташування
Сузір'я Волопас — це одне з великих сузір'їв, яке займає 907 квадратних градусів на небі, що робить його тринадцятим за розміром. Воно розташоване в північній частині небесної сфери, що дозволяє спостерігати його з територій на широтах від +90° до -50°, тобто майже по всій північній півкулі. Це означає, що його можна побачити в таких країнах, як Україна, США, Канада, більшість країн Європи та багатьох інших.
Найкращий час для спостереження за Волопасом — це весна, коли він піднімається на небі на сході одразу після заходу сонця і залишається видимим до літа. Щоб знайти це сузір'я, можна скористатися двома простими кроками: спочатку знайдіть сузір'я Великою Ведмедиці, а потім проведіть лінію від ручки ковша до яскравої помаранчевої зорі Арктур — головної зорі Волопаса.
Волопас знаходиться недалеко від Полярної зорі, а з його правого боку можна побачити сузір'я Гончі Пси, які уособлюють його мисливських собак. Також Волопас межує з кількома іншими сузір'ями: зліва від нього — Геркулес і Північна Корона, а прямо під ним — Діва.

## Зорі

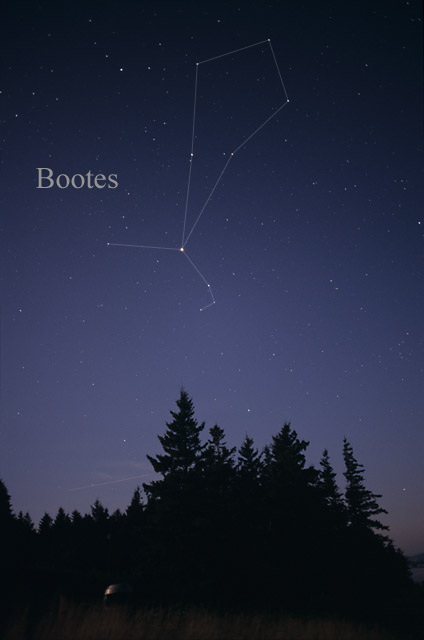
Сузір'я Візничого неозброєним оком

У своєму атласі Uranometria Йоганн Бейєр позначив зорі в сузір'ї Волопаса грецькими літерами від альфи до омеги, а також додав латинські літери від A до k для позначення найбільш яскравих 35 зір. Однак згодом астрономи поділили деякі з цих позначень на дві зірки. Зокрема, зірки Каппа, Мю, Ню та Пі стали позначатися двічі.
- Арктур (α Волопаса), розташована на відстані 36,7 світлових років від Землі, є найбільшою зорею у сузір'ї Волопаса та четвертою за яскравістю зорею на нічному небі, з видимою величиною −0,05[15]. Вона є найяскравішою зорею на північ від небесного екватора[16]. Назва Арктур походить від грецького слова, яке означає «сторож ведмедя». Це гігант спектрального класу K1.5III, зоря витратила своє основне джерело водню в ядрі, охолола і розширилася до діаметра, що у 27 разів більший за діаметр Сонця, тобто близько 32 мільйонів кілометрів. Хоча її маса становить лише одну масу Сонця (M☉), Арктур випромінює енергії в 133 рази більше, ніж Сонце (L☉)[9][17].
- Неккар(інші мови) (β Волопаса) — це жовтий гігант з видимою величиною 3,5 та спектральним типом G8IIIa, який позначає голову пастуха у сузір'ї Волопаса. Як і Арктур, ця зоря розширилася й охолодилася. Більшу частину свого зоряного життя Неккар був блакитно-білою зорею типу B на головній послідовності. Популярна назва Неккар походить від арабського виразу «візник волів». Зоря знаходиться на відстані 219 світлових років від Землі та має яскравість, що в 58 разів більша за сонячну[15][18].

### Зоряні системи
- Муфрід(інші мови) (η Волопаса). Ця зоря має величину 2,68, розташована на відстані 37 світлових років і спектрального класу G0IV, що означає, що вона вичерпала водень у своєму ядрі, почала розширюватися й охолоджуватися. Яскравість Муфріда в 9 разів перевищує сонячну, а його діаметр у 2,7 рази більший за діаметр Сонця. Спектроскопічний аналіз показує, що це подвійна система. Муфрід і Арктур знаходяться лише на відстані 3,3 світлових роки одна від одної[19][20].

- Дельта Волопаса(інші мови) — це велика подвійна зоря, що складається з головної зорі з видимою величиною 3,5 та другорядної зорі з видимою величиною 7,8. Головна зоря є жовтим гігантом, який охолов і розширився до 10,4 діаметрів Сонця. Вона належить до спектрального класу G8IV і знаходиться на відстані 121 світловий рік від Землі. Другорядна зоря — це жовта зірка головної послідовності спектрального типу G0V[21][22].
- Алкалуропс (μ Волопаса) — потрійна зоря, популярна серед аматорських астрономів. Назва походить від арабського виразу і перекладається як «палиця» або «жезл». Основна зоря має величину 4,3 і виглядає блакитно-білою. Друга зоря є подвійною зорею з основною зорею з величиною 7,0 і другорядною з величиною 7,6. Друга і третя зорі обертаються навколо одної іншої за 260 років. Основна зоря має абсолютну величину 2,6 і належить до спектрального класу F0. Відстань між другою та третьою зорями складає 2 арксекунди, а відстань між основною та другою зорями становить 109,1 арксекунди під кутом 171°[23][24].
- Ізар(інші мови)(ε Волопаса), також відома як Пульхерріма — найбільш помітна потрійна зоря в сузір'ї Волопаса. Основна зоря — жовтий гігант з видимою величиною 2,5, друга зоря — блакитно-біла зоря головної послідовності з видимою величиною 4,6, а третя зоря — дуже слабка з величиною 12,0. Ця система знаходиться на відстані 210 світлових років від Землі. Назва «Ізар» походить від арабського слова і перекладається як «пояс» або «підв'язка», що вказує на її розташування в сузір'ї. Назва «Пульхерріма» має латинське походження й перекладається «найкрасивіша», що означає контраст кольорів зір при спостереженні через телескоп. Основна та друга зорі розташовані одна від одної на відстані 2,9 арксекунди під кутом 341°; спектральний клас основної зорі — K0, і вона має світність 200 разів більшу за Сонце. Для неозброєного ока Ізар має величину 2,37[25][26].

- Ксі Волопаса(інші мови) (ξ Волопаса) — система з чотирьох зір. Основна зоря — жовта з величиною 4,7, а друга зоря — помаранчева з величиною 6,8. Система знаходиться на відстані 22 світлові роки й має орбітальний період 150 років. Основна та друга зорі розташовані одна від одної на відстані 6,7 арксекунди під кутом 319 градусів. Третя зоря має величину 12,6, а четверта зоря має величину 13,6[27][28].

### Змінні зорі
Дві з яскравих змінних зір типу Міри Кита в сузір'ї Волопаса — R Волопаса і S Волопаса. Обидві є червоними гігантами, чия величина сильно змінюється: для R Волопаса вона варіюється від 6,2 до 13,1 за 223,4 дні, а для S Волопаса — від 7,8 до 13,8 за 270,7 днів. Також червоними гігантами є V Волопаса і W Волопаса, які є напівправильними змінними зорями. Їх величина змінюється від 7,0 до 12,0 за період 258 днів у випадку V Волопаса, і від 4,7 до 5,4 за 450 днів у випадку W Волопаса.
Харіс (γ Волопаса) — білий гігант спектрального класу A7III, розташований на відстані 86 світлових років. Яскравість Харіса в 34 рази перевищує сонячну, а його діаметр у 3,5 рази більший за Сонце. Це змінна зоря типу δ Щита, яка змінюється в межах від 3,02 до 3,07 величини кожні 7 годин. Ці зорі мають короткий період пульсацій (максимум шість годин), тому вони використовуються як стандартні свічки для вимірювання відстаней та є об'єктами для вивчення астросейсмології.

### Зорі з планетами

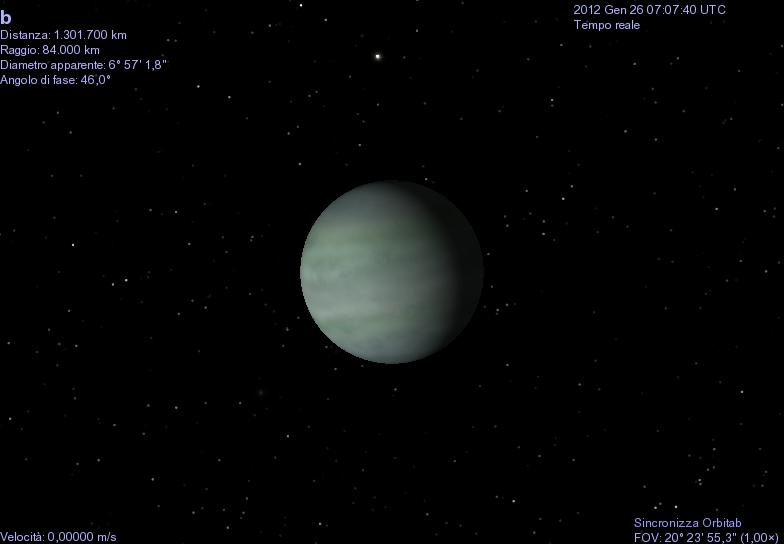
Цифровий рендеринг Тау Волопаса b

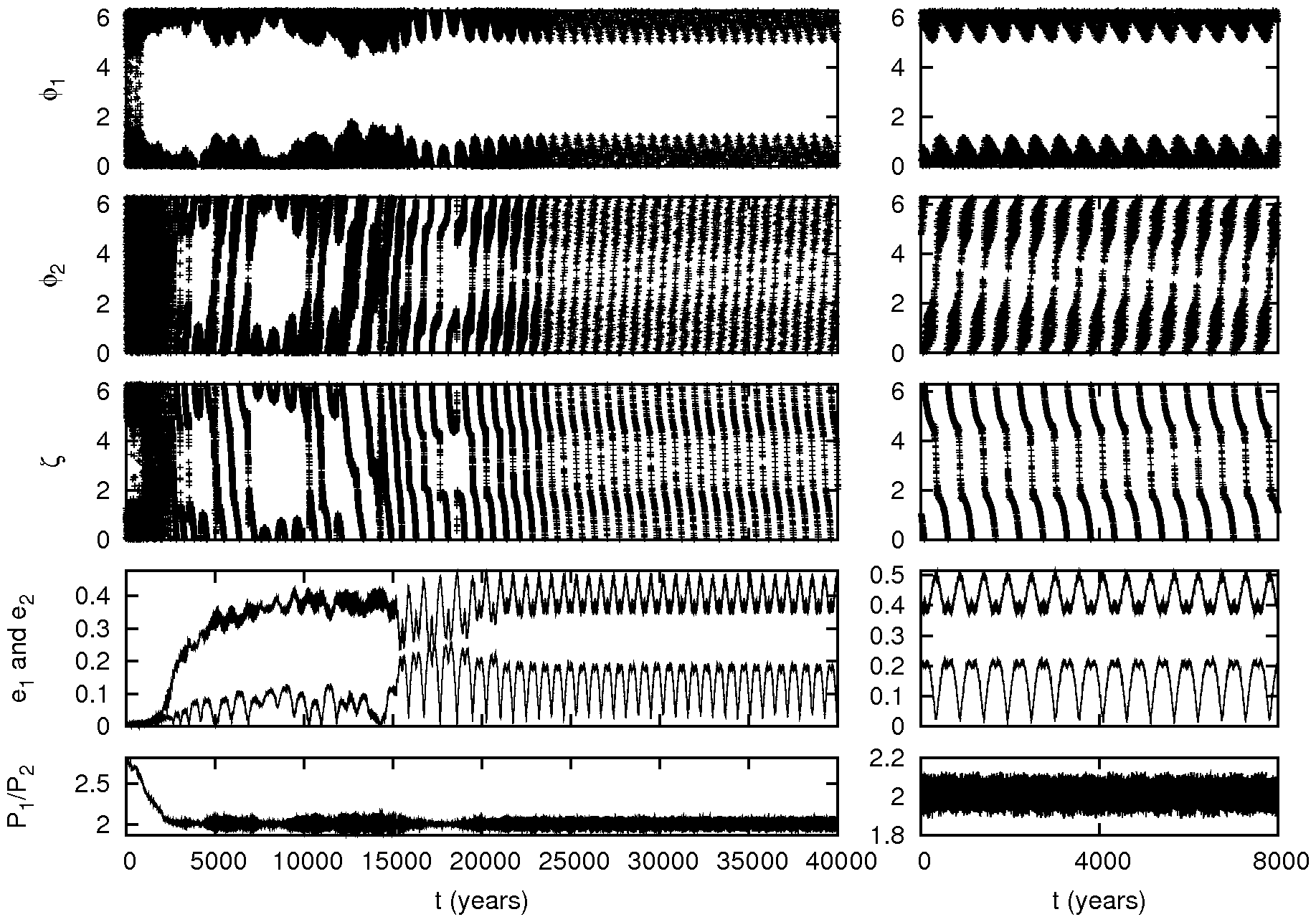
Еволюція системи HD 128311

На 2012 рік було виявлено екзопланети, що обертаються навколо десяти зірок у сузір'ї Волопаса. Одна з них, Тау Волопаса, була виявлена в 1999 році. Зоря має величину 4,5 та тип F7V, розташована на відстані 15,6 парсека від Землі. Її маса складає 1,3 маси Сонця (M☉), а радіус — 1,331 радіуса Сонця (R☉). Вона має зорю-супутник, GJ527B, яка обертається на відстані 240 астрономічних одиниць (а.о.). Планета Тау Волопаса b є єдиною виявленою планетою в цій системі. Вона обертається на відстані 0,046 а.о. від зорі, завершуючи оберт за 3,31 доби. Планету було виявлено за допомогою вимірювань променевої швидкості, її маса складає 5,95 маси Юпітера (MJ). Орбіта планети та висока швидкість обертання зорі синхронізовані. Крім того, незначна змінність зорі може бути спричинена магнітними взаємодіями з планетою. В атмосфері планети було виявлено монооксид вуглецю. Планета Тау Волопаса b не проходить перед зорею, її орбіта нахилена на 46 градусів.

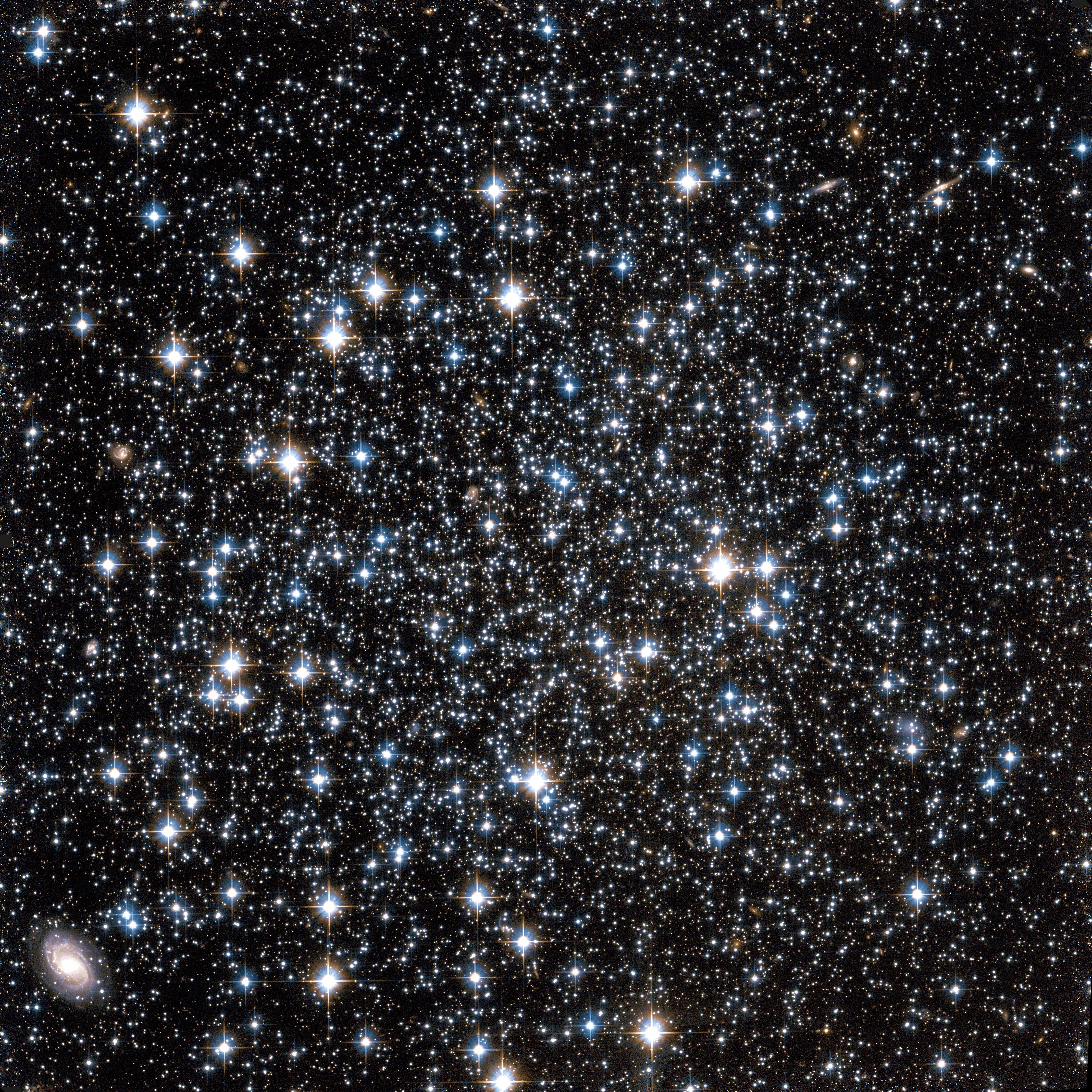
Зоряне скупчення NGC 5466, зображення з телескопа "Габбл"

HD 128311 — це зоряна система з двома планетами: HD 128311 b та HD 128311 c, відкритими у 2002 та 2005 роках відповідно. HD 128311 b є меншою планетою з масою 2,18 маси Юпітера (MJ), і була виявлена за допомогою спостережень за променевою швидкістю. Вона обертається на відстані 1,099 астрономічної одиниці, майже так само, як Земля, однак її орбітальний період значно довший — 448,6 доби. HD 128311 c, більша з двох планет, має масу 3,21 MJ і була виявлена тим же методом. Вона обертається кожні 919 діб з нахилом орбіти 50°, на відстані 1,76 астрономічної одиниці від зорі. Зоря HD 128311, є зорею типу K0V, що знаходиться на відстані 16,6 парсека від Землі. Вона менша за Сонце, з масою 0,84 M☉ і радіусом 0,73 R☉, а її видима величина становить 7,51.

## Зоряне скупчення
Сузір'я Волопаса має одне відоме зоряне скупчення NGC 5466 — це кулясте скупчення класу XII в сузір'ї Волопаса. Воно розташоване на відстані 51 800 світлових років від Землі та 52 800 світлових років від центру Галактики. Це скупчення було відкрито Вільямом Гершелем 17 травня 1784 року під позначенням H VI.9.
Це скупчення є незвичайним тим, що воно містить особливу блакитну горизонтальну гілку зір, а також воно має дуже низький вміст металів, що типово для кулястих скупчень. Вважається, що NGC 5466 є джерелом зоряного потоку, відкритого в 2006 році, що отримав назву «45-градусний припливний потік». Цей зоряний потік є широкою лінією зір, що тягнеться на 1,4° з Волопаса до Великої Ведмедиці.

## Галактики

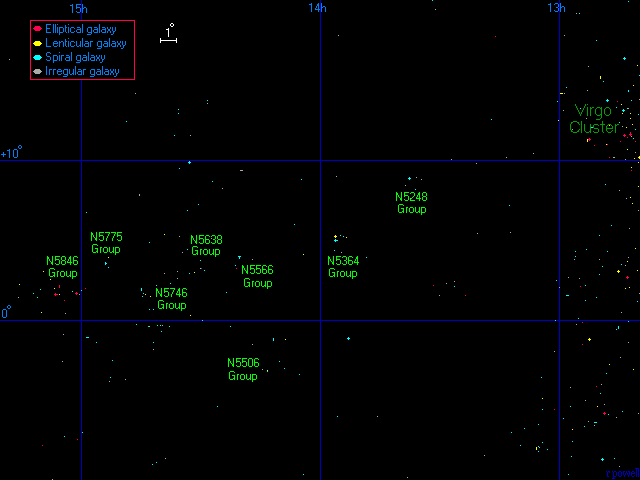
Група галактик Діва III

Сузір'я має дві яскраві галактики. NGC 5676 — це спіральна галактика, має цікаву асиметрію: на південній стороні спіральні рукава виглядають хаотично і розтягуються значно далі від центру, ніж на північній стороні, де спіральні рукава добре сформовані і чітко окреслені. Завдяки цьому вигляду спіральних рукавів, галактика відноситься до типу флокулентних галактик, що означає наявність «розмитих» або не зовсім чітких спіралей. Північна частина галактики містить дуже яскравий і активний регіон зоряного утворення, де зорі народжуються більш інтенсивно, ніж в її центрі. Цей регіон є найблискучішим джерелом інфрачервоного випромінювання в усьому диску галактики, що свідчить про активні процеси формування нових зір.
NGC 5248 — це спіральна галактика, що знаходиться в сузір'ї Волопаса. Її швидкість по відношенню до космічного мікрохвильового фону становить 1437 ± 20 км/с. Це дозволяє визначити відстань до галактики за допомогою ефекту червоного зміщення, що дає відстань приблизно 69,1 мільйона світлових років. Однак інші методи вимірювань показують, що насправді галактика знаходиться значно ближче — лише на відстані близько 42,5 мільйона світлових років. Цю галактику відкрив у 1784 році британський астроном Вільям Гершель. NGC 5248 є частиною групи галактик і ця група, в свою чергу, є частиною більшої структури галактик, відомої як група Діва III, яке входить у Надскупчення Діви.
Інші галактики сузір'я Волопас:
- NGC 5008 — спіральна галактика, типу Sc[52].
- NGC 5548 — це сейфертівська галактика, відома своєю активною ядровою областю, де є масивна чорна діра, що випромінює великі кількості енергії[53].
- NGC 5653 — галактика типу HII, що вказує на наявність великих хмар водню, які активно іонізуються через ультрафіолетове випромінювання зір[54].
- NGC 5778 — еліптична галактика, має високу яскравість порівняно з іншими галактиками цього регіону[55].
- NGC 5888 — галактика типу SBb, що має спіральну структуру з баром у центрі[56].
- NGC 5698 — це спіральна галактика з баром, яка стала відома завдяки тому, що в її межах вибухнула наднова SN 2005bc. Ця супернова досягла високої яскравості (15.3)[57].

## Метеоритні потоки

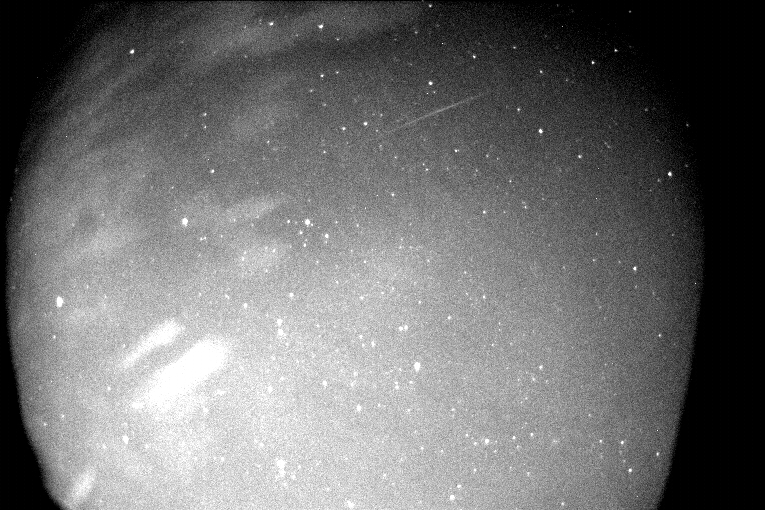
Квадрантиди, знята камерою кругового огляду під час 4-секундної експозиції

### Квадрантиди
У сузір'ї Волопаса знаходиться радіант одного з найпотужніших метеорних потоків — Квадрантиди. Квадрантиди були відкриті у січні 1835 року, а свою назву отримали у 1864 році завдяки астроному Александру Гершелю. Вони походять від вже неіснуючого сузір'я Стінний Квадрант (англ. Quadrans Muralis). Цей метеорний потік є одним із найактивніших: під час піку, який припадає на 3–4 січня, можна побачити до 100 метеорів на годину, а за ідеальних умов їх кількість може сягати 130. Однак, на відміну від Персеїд чи Гемінід, більшість Квадрантид доволі тьмяні, тому їх краще спостерігати в місцях із мінімальним світловим забрудненням.
Головна особливість цього потоку — дуже короткий період максимальної активності, який триває лише кілька годин. Це означає, що, на відміну від інших метеорних потоків, де сплеск активності триває кілька днів, Квадрантиди потрібно ловити в чітко визначений момент, щоб побачити найбільше метеорів.
Квадрантиди важко спостерігати, оскільки їхній радіант знаходиться досить низько над горизонтом, особливо в середніх широтах. До того ж, початок січня часто супроводжується похмурою погодою, що може ускладнювати спостереження цього видовищного метеорного потоку. Довгий час вчені сперечалися щодо того, яке небесне тіло є джерелом Квадрантид. Астроном Пітер Єнніскенс висунув припущення, що їхнім основним тілом є астероїд 2003 EH1. Є також гіпотеза, що цей астероїд пов'язаний із давньою кометою C/1490 Y1, яку спостерігали китайські, корейські та японські астрономи ще у 1490 році. Це означає, що Квадрантиди можуть бути залишками цієї зруйнованої комети, які й досі пролітають через земну атмосферу.
2003 EH1 — це короткоперіодична комета, яка належить до сімейства Юпітера. Вважається, що приблизно 500 років тому вона зазнала катастрофічного руйнування, після чого перетворилася на джерело метеорного потоку Квадрантид. Наразі цей об'єкт перебуває у сплячому стані, тобто не проявляє активної кометної діяльності. Квадрантиди відомі своїми раптовими спалахами активності, які спостерігалися, наприклад, у 1982, 1985 та 2004 роках. Метеори цього потоку часто мають блакитний відтінок і рухаються крізь атмосферу Землі зі швидкістю 41,5–43 км/с.

### Альфа-Боотиди
Ще один метеорний потік у цьому сузір'ї, Альфа-Боотиди, зазвичай слабкий і малопомітний, несподівано проявив надзвичайну активність 28 квітня 1984 року. Астроном-аматор Френк Вітте під час 2,5-годинного спостереження через невеликий 6-см телескоп зафіксував 433 метеори всього в межах 1° поля зору поблизу зорі Арктур. Зазвичай Альфа-Боотиди активні з 14 квітня по 12 травня, а їхній пік припадає на 27–28 квітня. Відмінна особливість цього потоку — повільний рух метеорів зі швидкістю лише 20,9 км/с, що відрізняє їх від багатьох інших метеорних потоків. Існує припущення, що цей потік може бути пов'язаний із кометою 73P/Швассмана — Вахмана 3.

### Червневі Боотиди
Червневі Боотиди — це періодичний метеорний потік, пов'язаний із кометою 7P/Понса — Віннеке. Його вперше зафіксував Вільям Денінг 27 травня 1916 року. Цей потік довгий час залишався непомітним, оскільки Земля не перетинала слід пилового шлейфу комети. Однак ситуація змінилася після того, як Юпітер своєю гравітацією змінив орбіту комети, наблизивши її до Землі. У 1916 році вона пройшла всього за 4,5 мільйона кілометрів (0,03 а.о.) від нашої планети, що зробило потік значно активнішим.
Червневі Боотиди зазвичай не надто інтенсивні, але періодично можуть проявляти вражаючі сплески:
- 1916 рік — несподіваний пік активності, спричинений пиловими частинками, які комета викинула ще у 1819 році. Це явище було підтверджене розрахунками Резнікова у 1982 році.
- 1998 рік — наступний потужний спалах, коли Земля знову перетнула орбіту залишків комети.
  - 27 червня в небі над Волопасом спостерігалася значна кількість яскравих метеорів.
  - Деякі метеори мали яскраво-зелені сліди й навіть були настільки світлими, що кидали тіні.
  - У піковий момент зенітний годинний показник (ZHR) досяг 200—300 метеорів на годину.
  - Окремі боліди залишали довготривалі світлові сліди, що тривали кілька секунд, перш ніж розсіятися в атмосфері.